# Elizabeth F. Neufeld

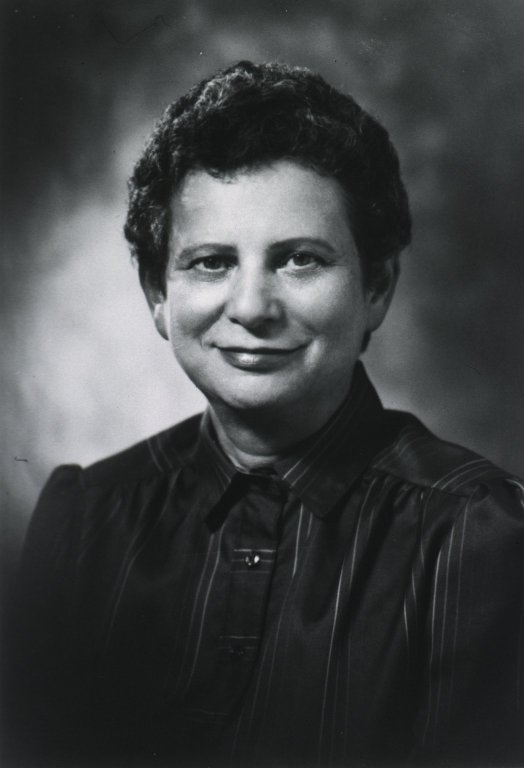
Elizabeth F. Neufeld (1982)

Elizabeth Fondal Neufeld (* 27. September 1928 in Paris) ist eine US-amerikanische Genetikerin, deren Forschung auf die genetischen Ursachen menschlicher Stoffwechselkrankheiten gerichtet war.
Neufeld emigrierte 1940 mit ihrer russisch-jüdischen Familie aus Paris in die Vereinigten Staaten; sie hatten Europa verlassen, um der Verfolgung durch die deutschen Nationalsozialisten zu entgehen.
Die Familie ließ sich in New York nieder, wo Neufeld die Hunter College High School und danach das Queens College besuchte, das sie 1948 mit dem Bachelor of Science abschloss. Sie ging danach als Forschungsassistentin an das Jackson Laboratory in Bar Harbor (Maine), wo sie Blutkrankheiten von Mäusen untersuchte. Später setzte sie ihre Studien an der University of California in Berkeley fort und wurde 1956 dort bei William Z. Hassid für ihre Arbeiten an Nukleotiden und komplexen Kohlenwasserstoffen promoviert.
Neufeld wurde für ihre Beiträge vielfach geehrt, sie bekam unter anderem einen Gairdner Foundation International Award (1981), den Albert Lasker Award for Clinical Medical Research und den William Allan Award (beide 1982), den Wolf-Preis (1988) und die National Medal of Science (1994) verliehen, die letztere „Für ihre Beiträge zum Verständnis von Lysosomalen Speicherkrankheiten, wobei sie die enge Verbindung zwischen Grundlagen- und Anwendungsforschung gezeigt hat.“ 1977 wurde sie zum Mitglied sowohl der American Academy of Arts and Sciences als auch der National Academy of Sciences gewählt, seit 1993 ist sie Mitglied der American Philosophical Society. Sie verblieb an der UCLA.